# Vibrafon
Vibrafon je glasbilo iz družine melodičnih tolkal, ki ima kot »igralno ploskev« razporejene kovinske plošče, podobno kot ksilofon ali marimba; od slednje se razlikuje po tem, da ima kovinske plošče namesto lesenih. Pod vsako ploščo se nahaja resonator - na eni strani zaprta cev, uglašena z lastno frekvenco plošče, ki ojača in podaljša ton. 
Vibrafon ima tudi pedal s katerim dušimo zvok. Nanj igramo z dvema, s štirimi ali šestimi palicami.